# Francesco Gardi
Francesco Gardi ( ca, 1760 – Venecia, ca. 1810 ) fue un compositor italiano, conocido principalmente por sus óperas.

## Biografía y obra
Existen pocos datos sobre su vida, su primera ópera conocida Enea nel Lazio, se estrenó en Módena en 1786. La mayor parte de su vida transcurrió en Venecia, donde entre 1787 y 1791 fue director del coro femenino y compositor del Ospedale dei Derelitti, en 1797 desempeñó el puesto de maestro de capilla del Ospedale dei Mendicanti. Como compositor, escribió numerosas óperas, sobre todo óperas cómicas, basándose en libretos de Giuseppe Maria Foppa. Su última obra conocida fue una cantata fechada en 1809, en honor de Joaquín Murat, cuñado de Napoleón Bonaparte.

## Óperas
- Enea nel Lazio (opera seria, libreto de Vittorio Amedeo Cigna-Santi, 1786, Modena)
- Don Giovanni o Il nuovo convitato di pietra (drama tragicómico, 1787, Venecia)
- La fata capricciosa (drama giocoso, libretto de Giovanni Bertati, 1789, Venecia)
- Gernando e Rosimonda (drama heroico, 1789, Treviso)
- Teodolinda (opera seria, libreto de D. Boggio, 1790, Venecia)
- Apollo esule ossia L'amore alla prova (fábula, libreto de Alessandro Pepoli, 1793, Venecia)
- La bella Lauretta (drama jocoso, libreto de Giovanni Bertati, 1795, Venecia)
- Tancredi (tragedia con música, libreto di Alessandro Pepuli, da Voltaire, 1795, Venecia)
- Amor l'astuzia insegna (drama jocoso, libreto de Giovanni Bertati, 1797, Venecia)
- La pianella persa ossia La veglia de contadini (farsa, libreto de Giuseppe Maria Foppa, 1798, Venecia)
- Il finto stregone (farsa, libreto de Giuseppe Maria Foppa, 1798, Venecia)
- La principessa filosofa (farsa, libreto de Giuseppe Foppa, 1799, Venecia)
- La semplice ovvero La virtù premiata (drama heroico y cómico, libreto de Giuseppe Foppa, 1799, Venecia)
- Il contravveleno (farsa, libreto de Giuseppe Maria Foppa, da Carlo Gozzi, 1799, Venecia)
- La donna ve la fa (farsa, libreto de Giuseppe Maria Foppa, 1800, Venecia)
- Il medico a suo dispetto ossia La muta per amore (farsa, libreto de Giuseppe Maria Foppa, 1800, Venecia)
- L'incantesimo senza magia (farsa, libreto de Giuseppe Maria Foppa, 1800, Venecia)
- La bottega del caffè (farsa, libreto de Giuseppe Maria Foppa, de Carlo Goldoni, 1801, Venecia)
- Diritto e rovescio ovvero Una delle solite trasformazioni nel mondo (farsa, libreto de Giuseppe Maria Foppa, 1801, Venecia)
- La capricciosa supposta (farsa, nuova versione di Amor l’astuzia insegna, 1801, Venecia)
- Il convitato di pietra (farsa, libretto di Giuseppe Maria Foppa, 1802, Venecia)
- Guerra con tutti ovvero Danari e ripieghi (farsa, libreto de Giuseppe Maria Foppa, 1803, Venecia)
- La casa da vendere (farsa, libreto de G. Piazza, 1804, Venecia)
- Un buco nella porta (farsa, libreto de Giuseppe Maria Foppa, 1804, Venecia)
- Sempre la vince amore (farsa, libreto de Giulio Domenico Camagna, 1805, Venecia)
- La forza d'amore (farsa, 1805, Treviso)
- Mardone e Nannetta (ópera bufa, libreto de Giuseppe Caravita, 1806, Lisboa)